# Sainte-Anne (La Réunion)
Pour les articles homonymes, voir Sainte-Anne.

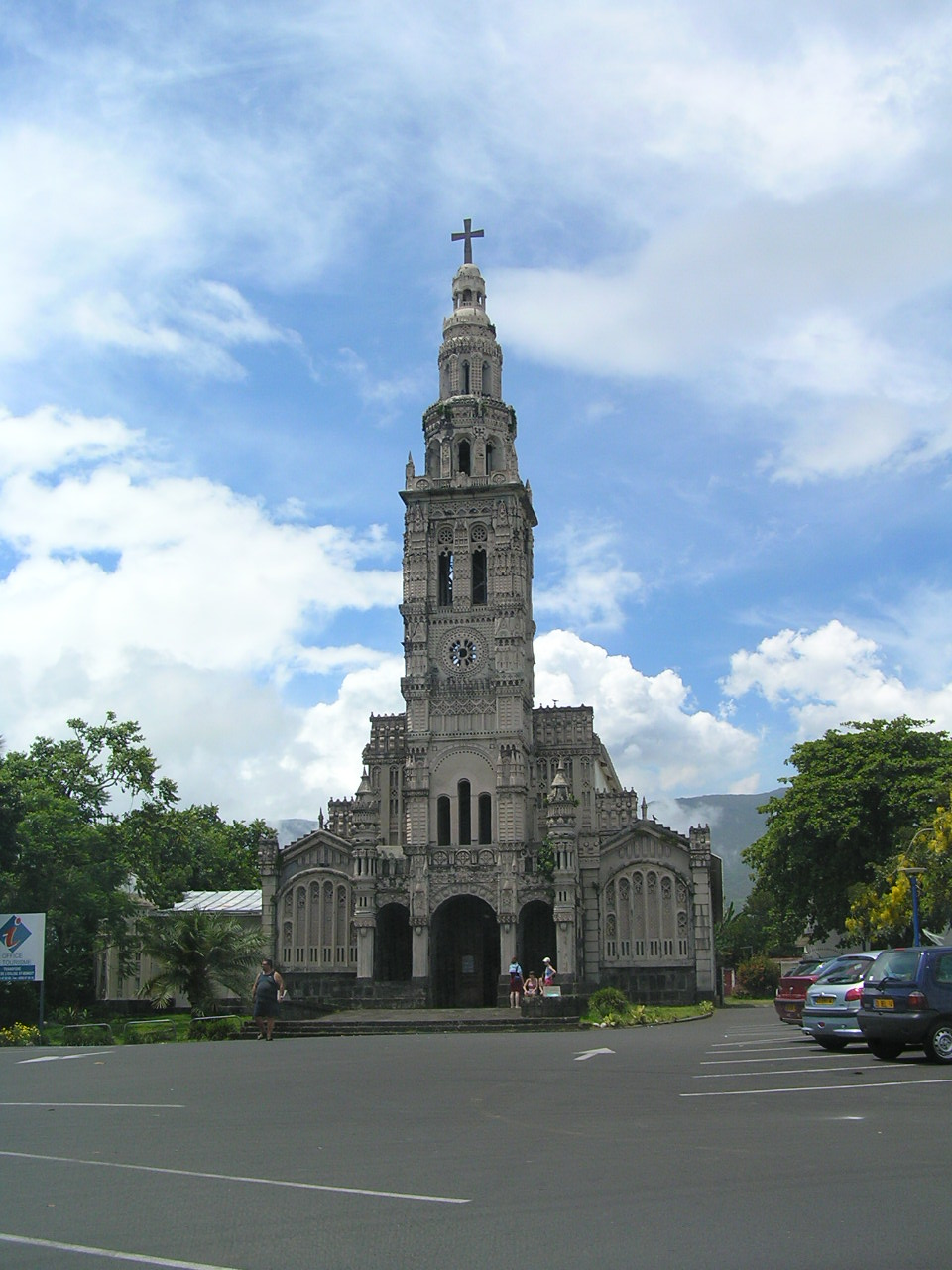
L'église Sainte-Anne.

Sainte-Anne est un village de l'île de La Réunion, département d'outre-mer français dans le sud-ouest de l'océan Indien. Il appartient au territoire communal de Saint-Benoît et est situé au sud-est du centre-ville de la ville de Saint-Benoît, le long de la route nationale 2 menant à Sainte-Rose. La paroisse fut érigée en 1857. Elle a été intégrée à celle de Saint-Benoît en 1882.
Sainte-Anne est connu pour son église originale, l'église Sainte-Anne, qui a servi de décor au film de François Truffaut La Sirène du Mississipi avec Jean Paul BELMONDO et Catherine DENEUVE. Il accueille par ailleurs un collège depuis 1991, le collège de Bassin Bleu. Mais on y trouve aussi, désormais, un lycée d'enseignement général et technologique.
Les premiers colons s'y installent en 1725 pour exploiter les terres verdoyantes et fécondes.
Sainte-Anne est traversée d'Ouest en Est par la rivière Saint-François, la ravine Sainte-Marguerite, la rivière Sainte-Anne, la ravine du Petit Saint-Pierre (encore appelée ravine Saint-Pierre ou rivière Saint-Pierre), et la ravine des Orangers.